# Halbenrain
Halbenrain  är en ort och  kommun i distriktet Südoststeiermark i förbundslandet Steiermark i Österrike. Kommunen gränsar i söder mot floden Mur som här utgör gräns mot Slovenien.
Kommunen består av åtta orter (Ortschaften) (inom parentes invånarantal 1 januari 2024):

- Dietzen (179)
- Donnersdorf (118)
- Dornau (51)
- Drauchen (60)
- Halbenrain (599)
- Hürth (113)
- Oberpurkla (292)
- Unterpurkla (282)